# Itaim Keiko
Itaim Keiko é um clube paulistano de tênis de mesa. Após a Sociedade Esportiva Palmeiras extinguir o departamento de tênis de mesa em 1983, os mesatenistas passaram a treinar num galpão da fábrica de Kyozo Abe, dono da Industria Elétrica Itaim. Junto com seu irmão, que era dono da Keiko do Brasil, patrocinaram o clube, dando origem ao nome do clube.
Um dos jogadores de renome formado no clube é Gustavo Tsuboi, entre outros jogadores que tiveram um certo destaque internacional.